# شباب تادمايت
شباب تادمايت هو فريق كرة قدم جزائري تأسس في تادمايت خلال عام 2015م في ولاية تيزي وزو ضمن منطقة القبائل.

## التاريخ
شارك شباب تادمايت في القسم الشرفي من رابطة كرة القدم لولاية تيزي وزو خلال موسم 2016م · .
وتصدر النادي بطولة القسم الشرفي في تيزي وزو خلال موسم 2018م · .